# Richardson Memorial Stadium
George Taylor Richardson Memorial Stadium é um estádio de futebol canadense localizado no campus da Universidade Queen's, em Kingston, Ontário. Sua capacidade é de 10.258 lugares. Foi construído em 1971 e é a casa do time de futebol Queen's Golden Gaels. Recebeu este nome em memória de George Taylor Richardson, um acadêmico de Queen's reconhecido pela sua capacidade atlética e desportivismo, que morreu na Primeira Guerra Mundial. É o segundo estádio a levar o nome. O estádio original foi financiado pelo irmão de George, James Armstrong Richardson, Sr., pós-graduado e chanceler de Queen's.